# Grad Dravograd
Grad Dravograd (nemško Ruine Unterdrauburg) se je nahajal na gorskem pomolu nad mestom Dravograd, od katerega so ostale neznatne ruševine.  

## Zgodovina
Grad je protipravno pozidal deželnoknežji fevdnik Ortlof Trušenjski, sorodnik Spanheimov sredi 12. stoletja, okoli leta 1155.  V listinah – pismu papeža Aleksandra Salzburškemu nadškofu Konradu in Krškemu škofu Romanu - je prvič omenjen leta 1177 kot castrum Trahburck. Na strateškem mestu je varoval prehod preko Drave in prehod iz Dravske v Labotsko dolino. Kasneje so se vitezi Trušenjski poravnali s Šentpavelskim samostanom in postali njegovi fevdniki do smrti Otona II. Trušenjskega in s tem izumrtja rodbine leta 1261. Grad je v fevd dobil Henrik Pffanberg. Pffanberškim so sledili kot fevdniki Vovbrški, nato Hochenlochi. Leta 1304 so gospoščino (grad, trg s sodstvom, mitnico in brod ter cerkveno desetino) kupili Goriško-tirolski grofje. Do izumrtja goriško-tirolskih so imeli gospoščino v fevdu Konrad Aufensteinski. Leta 1355 so postali lastniki dravograjskega gradu Habsburžani.
Grad so leta 1387 kupili Celjski grofje, po njihovem izumrtju leta 1456 pa je prešel v deželnoknežjo last. Grad in gospoščino so upravljali številni oskrbniki in zastavni najemniki. Leta 1469 je bil zastavni najemnik gradu, urada in mitnice Andrej Višprijski (Weyspriach), nato  je leta 1478 to bil Ahac von Ernau. Leta 1613 je gospoščina spet postala cerkvena posest, ko jo je kupila škofija, pozneje pa ga je leta 1628 prevzel šentpavelski benediktinski samostan.  V drugi polovici 18. stoletja je grad pogorel, a so ga obnovili. V 19.stoletju  je verski sklad (Religionsfond) grad prodal grofu Alojzu Khuenburgu, leta 1838  pa ga je ta prodal pl. Davidu Sumreicherju, ki ga je 1846 opustil in ga pustil propasti v razvalino.